# Гидроксид-ацетат свинца(II)
Гидроксид-ацетат свинца(II) — неорганическое соединение,
осно́вная соль свинца и уксусной кислоты
с формулой Pb(CH3COO)2•2Pb(OH)2,
бесцветные кристаллы,
растворяется в воде,
образует кристаллогидраты.

## Физические свойства
Гидроксид-ацетат свинца(II) образует бесцветные кристаллы.
Растворяется в воде и этаноле.
Образует кристаллогидраты состава Pb(CH3COO)2•2Pb(OH)2•2H2O.